# Új-Zéland gazdasága
Új-Zéland gazdasága a világ élvonalába tartozó fejlett piacgazdaság.  2015-ben az egy főre jutó GDP vásárlóerő-paritáson számolva 36 200 USD volt. Az ország gazdasága rendkívüli mértékben nyitott, globalizált, erősen függ a nemzetközi konjunktúra alakulásától. Fő külkereskedelmi partnerei Kína, Ausztrália, az Egyesült Államok és Japán. A korábban mezőgazdasági jellegű ország a 20. század második felére erősen diverzifikált gazdaságot épített ki, a szolgáltatások aránya a GDP-ben 2015-re elérte a 69,4%-ot, az iparé 26,3%, a mezőgazdaságé 4,3% volt. Az exportban ennek ellenére még mindig döntő szerepet játszanak a nyersanyagok és az elsődlegesen feldolgozott termékek. A fő feldolgozóipari ágazatok az alumíniumtermelés (a bőségesen rendelkezésre álló vízenergiára alapozva), az élelmiszer-feldolgozás, a fémmegmunkálás, a fa- és papíripar. A bányászat, feldolgozóipar, elektromosenergia-termelés, a gáz- víz- és szemétszállítási szolgáltatások együttesen a GDP 16,5%-át tették ki 2011-ben.
Új-Zéland valutája az új-zélandi dollár, jele $, rövidítése NZD; ez a valutája a szigetországon kívül öt másik, lazábban Új-Zélandhoz kapcsolódó csendes-óceáni területnek is (Cook-szigetek, Niue, Ross antarktiszi terület, Tokelau-szigetek, és a Brit tengerentúli területekhez tartozó Pitcairn-szigetek). Az NZD a 10. legforgalmazottabb valuta a világon. Az új-zélandi tőzsdén (New Zealand Exchange, NZX) 2014 novemberében 258 különféle értékpapír forgott összesen 94,1 milliárd NZD értékben.

## Gazdaságtörténet

### Az európaiak előtt
A maorik új-zélandi letelepedésük után körülbelül a 15. századra alakították ki gazdálkodási rendszerüket. Az egy főre jutó termelésük általában fedezte a mindennapi szükségleteket, jelentős gazdasági fejlődésre nem került sor, az egy főre jutó termelés nemigen növekedett. A természeti csapások, szárazság, hurrikánok, áradások, vulkánkitörések, földrengések hosszú időre visszavetették egy-egy körzet életszínvonalát. A 18. században – részben már európai fegyverekkel – jelentős törzsi háborúkat vívtak, amik a súlyos emberi veszteségek mellett óriási energiákat kötöttek le, például országszerte erődített falvakat hoztak létre.
Az európai letelepedés és gyarmatosítás előtt a maorik által folytatott naturálgazdálkodás alapegysége a hapu vagy klán, a törzs kisebb alkotórésze volt. A hapu alapvetően önellátó gazdálkodást folytatott. A csoporton belül volt munkamegosztás, a hapuk között azonban nem volt kereskedelem, legfeljebb ajándék-csere. A születéskor várható életkor és az életszínvonal nem volt alacsonyabb, mint a korabeli Európában. A létszükségleti cikkek megtermelése után sok szabadidejük maradt, aminek egy részét kézműipari cikkek, fafaragások létrehozására fordították. A természeti környezetre eleinte egyáltalán nem voltak tekintettel, vadászatuk miatt számos állatfaj kipusztult.

### A 19. század első fele
Az 1790-es évektől kezdve a környező vizeken rendszeresen megjelentek a brit, francia és amerikai bálnavadászok és kereskedők, akik európai árukat, fémeszközöket, fegyvereket kínáltak a bennszülötteknek élelmiszerért, vízért, fáért, az új-zélandi lennek nevezett textilnövényből készült termékekért valamint szexuális szolgáltatásokért cserébe. A rendezetlen, törvénytelen kereskedelem, az ezzel járó összecsapások, valamint a New Zealand Company betelepítési tervei nyomán vált szükségessé a waitangi szerződés megkötése (1840), ami Új-Zélandot hivatalosan is gyarmattá tette. A telepesek ez után is nagyrészt a maoriktól szerezték be élelemszükségletüket. Egyes neves európai telepesek benősültek a maori törzsfőnökök családjába, és közös kereskedelmi vállalkozásokat hoztak létre. Az 1850-es években önálló maori vállalkozások is kialakultak, amelyek az európaiak szükségleteire termeltek és szállítottak mezőgazdasági terményeket. Az 1860-as évektől azonban a bevándorlók fokozatosan önellátóvá lettek, egyúttal a földek nagy részét így vagy úgy a maguk kezelésébe vették. Környezeti károk is keletkeztek, egyes termőföldek kimerültek, bizonyos halfajok visszaszorultak.
Az európai telepesek kezdetben jellemzően a természeti erőforrásokat kizsákmányoló gazdálkodást folytattak. A fókákat és bálnákat csaknem kipusztulásokig vadászták, az erdőket irtották, különféle bányákat nyitottak. Az egyes természeti erőforrások kitermelése azonban jellemzően gyorsan lezajlott. Az arany felfedezése vezetett a rövid, de intenzív otagói aranylázhoz 1861-ben. Ennek nyomán lett Dunedin néhány évtizedre az ország leggazdagabb városa.
Az első európai települések általában a telepesek által magukkal hozott tőkéből és eszközökből épültek fel. Fenntartásukhoz azonban szükség volt tartós források megteremtésére. A legsikeresebb ilyen ágazat hamarosan a juhtenyésztés lett, és ez is maradt hosszú időn keresztül.

### A korai állattenyésztő gazdálkodás
Először az Északi-sziget délnyugati részén, a Wairarapa földrajzi régióban kezdték el a juhok tömeges tenyésztését, de hamarosan, a közlekedési lehetőségek fejlődésének függvényében, az egész országban elterjedt. Az ehhez szükséges földet a maoriktól vették el vagy bérelték. Az 1850-es évek közepére a juhok száma elérte az egy milliót, az 1870-es évek elejére a tíz milliót. (Az abszolút csúcsot az 1980-as évek elején érték el 70 milliós állománnyal.)  A gyapjú lett a legfontosabb exportcikk, eleinte csak Wellington kikötőjéből szállították külföldre, amit korábban a bálnavadászok használtak, de az a forrás kimerült.. A hús- és tejtermékeket hűtés nélkül csak Ausztráliáig tudták szállítani. A felesleges birkahúst és faggyút felfőzték és gyertyát, szappant készítettek belőle.
William Ball Sutch új-zélandi közgazdász szerint az egész ország gazdaság a „fű feldolgozására” alapult, azaz az 1861-es aranyláz rövid kivételével a legeltetésből származó gyapjú, hús és tejtermékek tették ki az export túlnyomó részét az 1850-es évektől egészen az 1970-es évekig, a mikor megindult a diverzifikálódás.

### Fellendülés és válság
Az 1870-es években idején gyors fejlődésnek indult a szigetország infrastruktúrája. Julius Vogel korabeli miniszterelnök a „Déli tengerek Britanniáját” akarta létrehozni itt. Állami hitelekből nagyszabású út-, vasút- és hídépítések, távíró-beruházások kezdődtek. Az anyaországi City of Glasgow Bank látványos összeomlása azonban 1878-ban a hitelek beszűküléséhez és a gazdasági aktivitás visszaeséséhez vezetett. 1882-ben azonban megkezdődött a hűtőhajók alkalmazása az exportban, ami a hús és a tejtermékek Nagy-Britanniába irányuló exportjának fokozatos növekedését eredményezte. A fagyasztás technikája az egész új-zélandi gazdaságot átalakította, de egyben a korábbiaknál is szorosabb láncolta a gyarmatot az Egyesült Királysághoz. A mezőgazdaság gyorsan fejlődött, egyre több földet vontak művelésbe. A 19. században a Déli-sziget gazdasága volt az erősebb, de a századfordulótól a tejtermelésnek szintén a hűtés által lehetővé tett fejlődésével nőtt a gyapjútermelésre kevésbé alkalmas Északi-sziget fontossága. Az 1890-es évektől egészen 1920-ig a gazdaságot szinte töretlen fellendülés jellemezte, amit a liberális kormányzat miatt „Liberal Boomnak” neveztek.
Az első világháború utáni visszaesést lassú fejlődés követte, amit aztán az 1929-33-as nagy gazdasági világválság szakított meg. Ekkor a külföldi hitelfelvételi lehetőségek elapadtak, az exportpiacok bezárultak. A GDP 25%-kal csökkent, a munkanélküliség 20%-osra nőtt. Azon keveseknek azonban, akiknek volt vagyonuk illetve biztos állásuk, tovább növekedett az életszínvonala az általános olcsóság és a technikai fejlődés eredményeképpen. Ekkoriban terjedtek el az elektromos vízmelegítők és kályhák.
A kormányzat még belső hitelezéssel sem tudta enyhíteni a nehézségeket, mivel az ország pénzügyeit egészen 1934-ig, az ország központi bankja, a Reserve Bank of New Zealand megalapításáig Londonból irányították. Addig a helyi valutát, az új-zélandi fontot magánbankok bocsátották ki, árfolyamát pedig a brit font sterlinghez kötötték. Az önálló központi bank létrehozása lehetővé tette az új-zélandi kormány számára, hogy saját monetáris politikát folytathasson.

### Iparosítás és gazdaságpolitika a 20. század második felében
A gazdasági világválság megmutatta, hogy Új-Zéland a néhány mezőgazdasági exporttermékre korlátozódó kínálatával, gazdasági kapcsolatainak szinte kizárólag Nagy-Britanniára koncentrálódásával különösen érzékeny a kedvezőtlen külső hatásokra. A 20. század közepére a mezőgazdasági termékek (főleg a gyapjú, tejtermékek és hús) tették ki az új-zélandi export 90%-át és ebből 65% Nagy-Britanniába került. A biztos brit piac, garantált áraival, lehetővé tette, hogy Új-Zéland magas vámot vessen ki a más országokból importált termékekre. Ez elősegítette az új-zélandi feldolgozóipar fejlődését.
1955-ben azonban Nagy-Britannia megszüntette az új-zélandi termékekre biztosított garantált árak rendszerét. Az intézkedés nyomán az új-zélandi életszínvonal visszaesett.

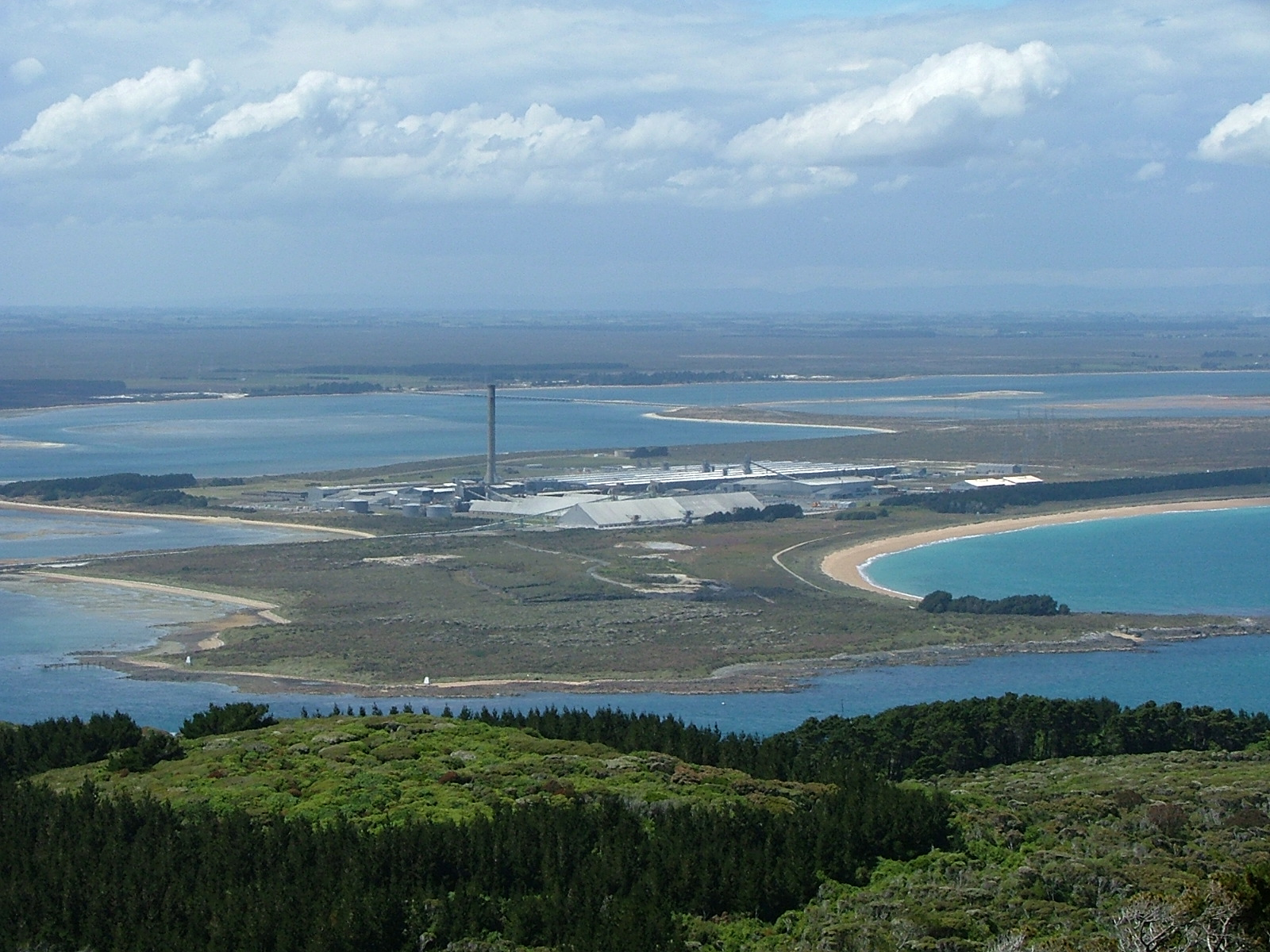
Az 1971-ben megnyitott Tiwai Point alumíniumolvasztó

Nagy-Britannia fokozatosan a Közös Piac felé fordult, bár első tagsági kérelmét Franciaország 1961-ben blokkolta. A Keith Holyoake miniszterelnök vezette új-zélandi kormány azonban időszerűnek látta, hogy diverzifikálja az ország külkereskedelmi kapcsolatait. Ennek jegyében 1965-ben aláírták első szabadkereskedelmi egyezményüket Ausztráliával „Closer Economic Relations” (CER) néven. Új diplomáciai és kereskedelmi képviseleteket nyitottak Hongkongban, Jakartában, Saigonban, Los Angelesben és San Franciscóbanban. A brit közös piaci csatlakozási tárgyalások előrehaladtával Jack Marshall miniszterelnök-helyettes, majd miniszterelnök vezetésével kidolgozták a Nagy-Britannia és Új-Zéland közötti úgynevezett „luxemburgi egyezményt” a kétoldalú gazdasági kapcsolatoknak az új körülmények közötti alakításáról. A gazdasági kapcsolatok súlyának eltolódásával 1967-ben az ország új pénznemet vezetett be, az új-zélandi dollárt, aminek árfolyamát már az ausztrál dollárhoz kötötték.
Nagy-Britannia 1973. január 1-jén lett a Közös Piac teljes jogú tagja, és ezzel a korábbi kereskedelmi egyezményei Új-Zélanddal érvényüket vesztették, kivéve a luxemburgi egyezményt, amit már a Közös Piac szabályainak megfelelően hoztak létre. Az év végére Új-Zéland exportjának már csak 26,8%-a irányult az Egyesült Királyságba. Ezt a változást az életszínvonal is megsínylette. Míg 1953-ban az új-zélandi életszínvonal a harmadik legmagasabb volt a világon, 1978-ra a 22. helyre esett vissza.
Norman Kirk miniszterelnök kormánya folytatta az ország külkereskedelmének diverzifikálását, különös tekintettel Délkelet-Ázsiára. Az 1973-as, majd az 1979-es olajválság különösen súlyosan érintette az országot, elsősorban a nagy távolságok miatti magas szállítási költségek miatt. Rob Muldoon, Új-Zéland 1975 és 1984 közötti miniszterelnöke a válságokra válaszul Think Big (kb. „gondolkodjunk merészen”) néven új gazdasági stratégiát dolgozott ki. Az ország jelentős földgázkészleteire támaszkodva iparfejlesztési terveket kezdeményezett, például a műtrágyagyártás területén. Az ugyancsak bőségesen rendelkezésre álló villamos energia révén is igyekezett csökkenteni az ország kőolajfüggőségét; ekkor villamosították az Északi-sziget fő vasútvonalát (North Island Main Trunk). Újabb vízerőművet építettek a Clutha folyón, kibővítették a Glenbrook mellett acélművet. Tovább növelték a bőségesen rendelkezésre álló elektromos energia hasznosítására 1971-ben megnyitott Tiwai Point alumíniumolvasztót.
Sajnálatos módon ezeknek a hitelből épülő állami beruházásoknak az elkészültére az olajválság véget ért, az olajárak a harmadukra zuhantak. Az ország adósságállománya  4,2 milliárd NZD-ről 21,9 milliárdra növekedett. A 80-as években az infláció évi átlagban elérte a 11%-ot. Az 1984-ben hatalomra jutott munkáspárti kormány nagyszabású privatizáció keretében a Think Big projekt elemeit is magánkézbe adta. A munkáspárti kormány 1984-88 közötti pénzügyminiszteréről, Roger Douglasról „Rogernomics”-nak nevezett gazdaságpolitika lényege – munkáspárti kormányzattól talán meglepően – az addigi, nemzetközileg is kiemelkedően magas állami gazdasági beavatkozás következetes leépítése és a szabadpiaci erők teljes érvényre jutásának biztosítása volt. Függetlenítették a nemzeti bankot a politikai befolyástól, eredményességi szerződéseket kötöttek a vezető állami alkalmazottakkal; eredményszemléletű pénzügyi elszámolási rendszereket vezettek be; semleges adórendszert hoztak létre; megszüntették a különböző állami támogatásokat, mezőgazdasági téren is; az ágazatok iránt semleges gazdasági versenyszabályozást vezettek be, fellazították az import szabályozását, lebegtették a nemzeti valuta árfolyamát, eltörölték a kamatok, bérek, árak állami szabályozását; csökkentették a jövedelemadókat. Azokat az ágazatokat, amelyek állami tulajdonban maradtak, szintén átszervezték a korábbi hivatali formából profitorientált állami vállalatokká. 1987-től az villamosenergia-szolgáltatás, a szénbányászat, az erdészet és a posta is ilyen átszervezésen esett át, ami jelentős elbocsátásokkal járt. Az intézkedések révén sikerült csökkenteni az inflációt és az államadósságot.
Az infláció azonban továbbra is súlyos problémája maradt az új-zélandi gazdaságnak. 1985 és 1992 között az árak évente átlag 9%-kal emelkedtek, bár a gazdaság recesszióban volt. A munkanélküliség 3,6%-ról 11%-ra emelkedett, a külföldi államadósság négyszeresére nőtt. 1989-ben a nemzeti bankról elfogadott törvény (Reserve Bank Act 1989) szigorú monetáris politikát vezetett be a központi bank kormányzójának kizárólagos felelőssége alatt. Ennek eredményeképpen az infláció évi átlag 2,5%-ra csökkent a kilencvenes években. A munkanélküliség azonban tovább emelkedett. A munkáspárti kormányzattól szokatlan gazdaságpolitika és a továbbra is súlyos gazdasági helyzet nagy belső vitákat okozott a kormánypártban. Az 1990-es választásokon  a jobboldali Nemzeti Párt (National Party) visszatért a hatalomba.
A jobboldali kormány első költségvetése további dereguláció és gazdasági megszorítások révén igyekezett orvosolni a helyzetet. Csökkentették az állami kiadásokat, a munkanélküliek támogatását és a szociális segélyeket, emelték – esetenként a háromszorosára – az állami lakások bérleti díját. Bevezették a kórházi hozzájárulásokat és a tandíjakat.

## A 21. századi helyzet

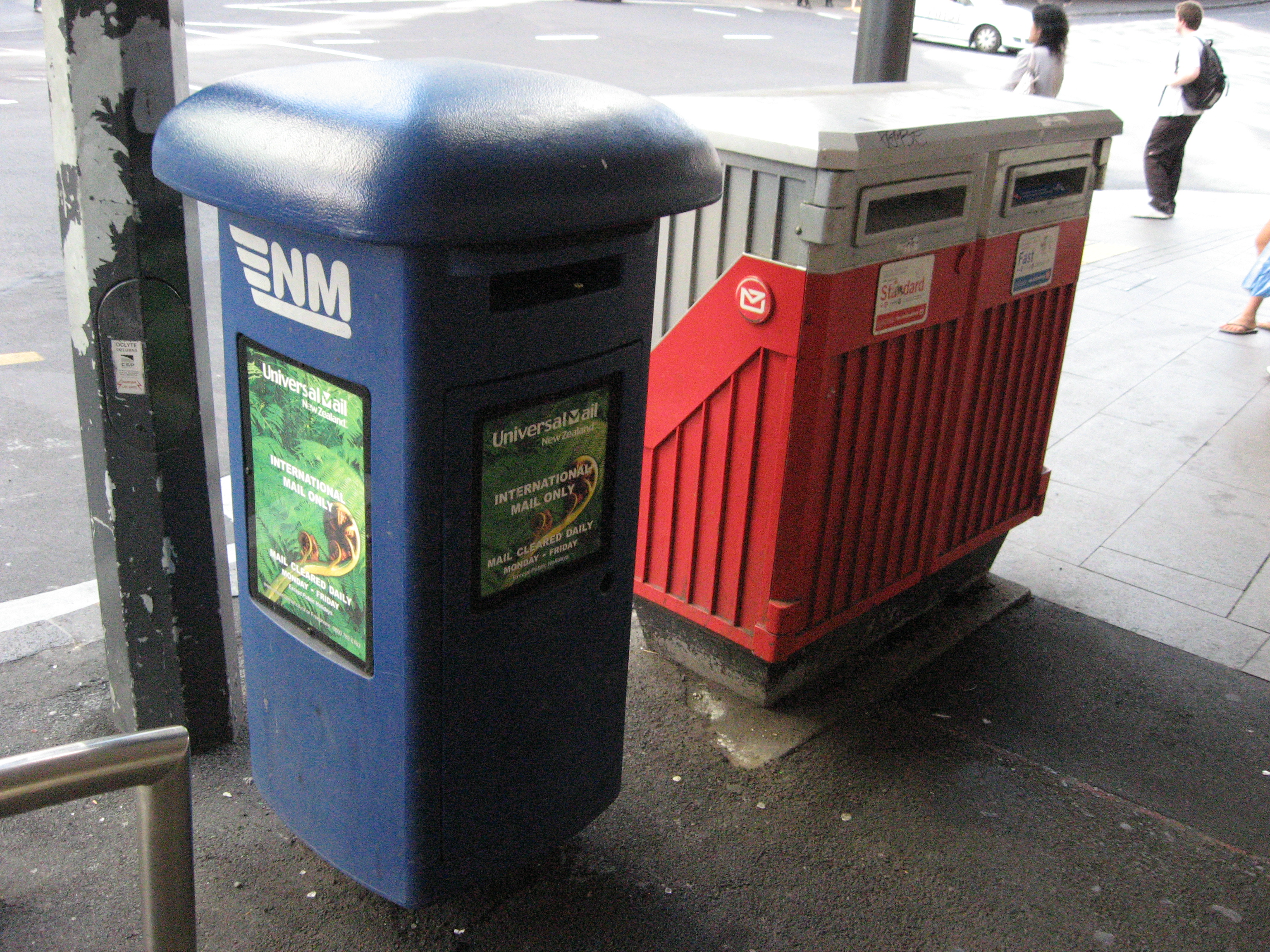
A postai szolgáltatások deregulációja óta több cég is felállíthatja postaládáit az új-zélandi utcákon

A dereguláció kedvező üzleti környezetet teremtett azok számára, akik élni tudtak vele. Egy 2008-as nemzetközi felmérés szerint szerint (Heritage Foundation, The Wall Street Journal) szerint az országban az „üzleti szabadság” 99,9%-os, az általános „gazdasági szabadság” pedig 80%-os. Az országban például 12 nap alatt lehet egy vállalkozást beindítani, a világon átlagosan szükséges 43 nappal szemben. Ugyancsak 2008-ban a Világbank is a második leginkább vállalkozásbarát országnak értékelte Új-Zélandot a világon. A deregulációnak ugyanakkor súlyos árnyoldalai is voltak. Nagy botrányt okozott az úgy nevezett „beázó házak válsága”. A dereguláció jegyében ugyanis az építési szabályzatokat is könnyítették azzal, hogy majd a piaci verseny  kikényszeríti a minőségi munkát. Ez nem valósult meg, és tömegével épültek a rossz lakások, amiket aztán nagy költséggel kellett kijavítani.
2000 és 2007 között az ország gazdasága évi átlag 3,5%-kal növekedett, elsősorban a magánfogyasztás és a lakásépítés bővülése nyomán. Az infláció csak évi 2,6% volt ebben az időszakban. A 2008-as globális pénzügyi válság azonban Új-Zélandot is súlyosan érintette. A munkanélküliség a válság után jelentősen csökkent, 2016-ra 5,3%-ra, ami a legalacsonyabb szint az utolsó 7 évben.
Az új-zélandi gazdaságban a 21. század elején más fejlett tőkés országokhoz hasonlóan a tercier szektor, a szolgáltatások dominálnak. A gazdaság digitalizálódására jellemző, hogy az elektronikus kereskedelem a GDP 15%-át adja. Világviszonylatban is jelentős a fejlett mezőgazdaságra épülő biotechnológiai ipar. Az ország kiemelkedő turisztikai adottságai alapján gyorsan növekszik a külföldi látogatók száma. A Gyűrűk Ura új-zélandi helyszíneken történt megfilmesítése is szerepet játszott abban, hogy 1990 és 2009 között megduplázódtak az idegenforgalmi bevételek, és azóta is lendületesen nőnek tovább.

## Az egyes régiók aránya az új-zélandi gazdaságban

Új-Zéland régiói

Az új-zélandi statisztikai hivatal adatai a 2015 márciusában végződött pénzügyi évre.
| Régió (helyzete a térképen)           | GDP (2015, millió NZ$) | aránya az országos GDP-ben | GDP egy főre (NZ$, 2015) |
| ------------------------------------- | ---------------------- | -------------------------- | ------------------------ |
| Northland régió (1)                   | 5.869                  | 2,4%                       | 35.103                   |
| Auckland régió (2)                    | 88.295                 | 36,6%                      | 56.997                   |
| Waikato régió (3)                     | 19.649                 | 8,1%                       | 45.160                   |
| Bay of Plenty régió (4)               | 12.292                 | 5,1%                       | 43.159                   |
| Gisborne régió (5)                    | 1.688                  | 0,7%                       | 35.769                   |
| Hawke's Bay régió (6)                 | 6.591                  | 2,7%                       | 41.323                   |
| Taranaki régió (7)                    | 8.756                  | 3,6%                       | 75.941                   |
| Manawatu-Wanganui régió (8)           | 9.197                  | 3,8%                       | 39.372                   |
| Wellington régió (9)                  | 32.617                 | 13,5%                      | 65.974                   |
| Északi-sziget                         | 184.955                | 76,7%                      | 53.053                   |
| Tasman régió / Nelson régió (10 / 11) | 4.199                  | 1,7%                       | 42.456                   |
| Marlborough régió (12)                | 2.466                  | 1,0%                       | 54.676                   |
| West Coast régió (13)                 | 1.656                  | 0,7%                       | 50.491                   |
| Canterbury régió (14)                 | 32.882                 | 13,6%                      | 56.575                   |
| Otago régió (15)                      | 10.173                 | 4,2%                       | 47.671                   |
| Southland régió (16)                  | 4.857                  | 2,0%                       | 50.119                   |
| Déli-sziget                           | 56.232                 | 23,3%                      | 52.637                   |
| Új-Zéland                             | 241.187                | 100,0%                     | 52.953                   |

1. ↑  A Nelson és Tasman régiók csak statisztikai szempontból vannak összevonva
2. ↑  beleértve a Chatham-szigetek is.

## Fordítás
- Ez a szócikk részben vagy egészben a Economy of New Zealand című angol Wikipédia-szócikk ezen változatának fordításán alapul.  Az eredeti cikk szerkesztőit annak laptörténete sorolja fel. Ez a jelzés csupán a megfogalmazás eredetét és a szerzői jogokat jelzi, nem szolgál a cikkben szereplő információk forrásmegjelöléseként.